# はやなみ型巡視艇
はやなみ型巡視艇（はやなみがたじゅんしてい、英語: Hayanami-class patrol crafts）は、海上保安庁の巡視艇の船型。区分上はPC型、公称船型は35メートル型。

## 来歴
1973年7月1日に施行された海上交通安全法では、特に船舶交通が輻輳する東京湾、伊勢湾、瀬戸内海の3海域における船舶交通の安全を図るため、通常の海上衝突予防法とは異なる特別のルールを適用する航路が定められた（海上交通安全法別表に掲げる航路）。海上保安庁では、これらの海域に航路哨戒船を配備して、航法指導や違反船の監視取締りにあたることとしていた。
このための特23メートル型巡視艇として、まず昭和48年度から57年度にかけてあきづき型12隻が建造された。また1988年のなだしお事件を受けて、横須賀港周辺の航路哨戒を強化する必要から、平成元年度計画で、更になつぎり型2隻が追加された。
平成4年度計画では、しきなみ型など昭和40年代に建造された23メートル型PCの代替を兼ねて、特23メートル型PCの運用実績を踏まえた航路哨戒用の巡視艇の建造が盛り込まれた。これが本型である。

## 設計
没水部船型はV型、船体は耐航性高張力鋼、甲板・上部構造物はアルミニウム合金製と、設計面では平成元年度計画で建造された特23メートル（なつぎり型）がおおむね踏襲されているが、定員増加や業務区画（事務室など）の設置、居住性向上の要請から大型化を図ったため、従来の特130トン型巡視船を凌駕し、あかぎ型に匹敵するまでの大きさになった。航路哨戒用であることから視界確保が求められ、機器の小型化が図られたほか、操舵室の配置にも配慮されている。挟水道での待機など、任務がら漂泊するケースも多いことから、あきづき型と同様に、減揺装置としてアンチローリング・ボード（ARB）を装備した。またピッチングによる乗員の疲労を軽減するために操舵室を船体中央に配置するとともに、全乗員分の衝撃吸収用ダンパー付き椅子を配置した。
主機関としては、なつぎり型搭載機のマイナーチェンジモデルであるV型12気筒のMTU 12V396 TB94ディーゼルエンジン（2,000馬力 / 1,975 rpm）が搭載され、主機出力の面でも特130トン型に匹敵するものとなった。推進器は3翼の固定ピッチ・プロペラである。また主発電機としてはディーゼル発電機2基を、また非常用電源としては密閉型鉛蓄電池2群を設置した。
航路哨戒という任務から、巡視艇としての高速力発揮とともに、海上交通安全法による制限速度（12ノット）での長時間連続低負荷運転にも対応している。また航行不能船の曳航を考慮して、船尾甲板には使用荷重5トンの曳航用ビットを備えている。

## 災害対応機能強化型
平成7年度第1次補正計画で予算化された6隻は阪神・淡路大震災の教訓を取り入れて、下記のように装備を強化しており、「災害対応機能強化型」と称される。
捜索能力強化
赤外線捜索監視装置や水中捜索装置（ソナー）が搭載された。
物資輸送力強化
耐荷重0.7トンの多目的クレーンが搭載された。なおウインチは、複合艇用のものと兼用されている。
消防能力強化
船首甲板に、毎分2,600リットルの放水能力を備えた放水銃を2基装備した。
また消防ポンプを駆動するため、主機にはスリップ運転装置が装備されており、従来よりも低速での航行も可能となった。

## 同型艇
※巡視艇の船名は、随時、改名されることがある。
| 計画年度            | 船番  | 船名                | 建造所              | 就役/配属替え          | 所属                                | 解役         |
| ------------------- | ----- | ------------------- | ------------------- | ---------------------- | ----------------------------------- | ------------ |
| 平成4年度           | PC-11 | はやなみ            | 墨田川造船          | 1993年(平成5年)3月25日 | 門司（第七管区）                    | 2024年1月9日 |
| 平成5年度           | PC-12 | しきなみ → せとぎり | 墨田川造船          | 1994年(平成6年)3月24日 | 神戸（第五管区） → 今治（第六管区） |              |
| 平成5年度           | PC-13 | みずなみ            | 石原造船所 高砂工場 | 1994年(平成6年)3月24日 | 水島（第六管区）                    |              |
| 平成5年度 第1次補正 | PC-14 | いよなみ            | 墨田川造船          | 1994年(平成6年)6月30日 | 今治（第六管区）                    |              |
| 平成5年度 第2次補正 | PC-15 | くりなみ            | 墨田川造船          | 1995年(平成7年)1月30日 | 高松（第六管区）                    |              |
| 平成7年度 第1次補正 | PC-16 | はまなみ            | 墨田川造船          | 1996年(平成8年)3月28日 | 横浜（第三管区）                    |              |
| 平成7年度 第1次補正 | PC-17 | しののめ            | 石原造船所 高砂工場 | 1996年(平成8年)2月29日 | 鳥羽（第四管区）                    |              |
| 平成7年度 第1次補正 | PC-18 | はるなみ            | 石原造船所 高砂工場 | 1996年(平成8年)3月28日 | 神戸（第五管区）                    |              |
| 平成7年度 第1次補正 | PC-19 | きよづき            | 墨田川造船          | 1996年(平成8年)2月23日 | 小豆島（第六管区）                  |              |
| 平成7年度 第1次補正 | PC-20 | あやなみ            | 横浜ヨット          | 1996年(平成8年)3月28日 | 坂出（第六管区）                    |              |
| 平成7年度 第1次補正 | PC-21 | ときなみ            | 横浜ヨット          | 1996年(平成8年)3月28日 | 宇部（第七管区）                    |              |

## 登場作品
『BRAVE HEARTS 海猿』
「はまなみ」が登場。左翼エンジンが爆発したボーイング747-400が東京湾内に海上着水することを受け、着水する海域の近くで待機し、着水が成功すると直ちに接近して救助活動を開始する。
『シン・ゴジラ』
「はまなみ」が登場。冒頭にて、東京湾内を漂流していたプレジャーボートを調査する。